# 改造文庫
改造文庫（かいぞうぶんこ）は、改造社が1929年に創刊した文庫本シリーズ。1944年廃刊。
岩波文庫に対抗して創刊された経緯から、価格は岩波の半額の100ページあたり10銭を目安として設定された。また、初期は布張りの装幀で差別化を図った。
社会科学書中心の第一部と文学書中心の第二部からなる。第一部は改造社の性格ゆえに社会主義関連の書目が多い傾向にある。第二部は日本の古典文学から翻訳作品まで多岐に亘るが、当時活躍中の歌人の自選歌集や菊池寛の大衆小説を含む著作集、アルツィバーシェフの著作など有名とは言い難い海外文学の翻訳などが特徴的なラインナップである。